# Apple A17 Pro
Apple A16 Bionic Apple A18
L'Apple A17 Pro est un système sur une puce (SoC) 64 bits basé sur ARM, conçu par Apple et fabriqué par TSMC. Il est utilisé uniquement dans les modèles de téléphone iPhone 15 Pro et iPhone 15 Pro Max,.

## Conception
L'Apple A17 Pro contient un CPU à six cœurs conçu par Apple avec deux cœurs haute performance tournant à 3,78 GHz et quatre cœurs basse consommation tournant à 2,11 GHz. Apple indique que les nouveaux cœurs haute performance seraient 10 % plus rapides grâce à l'amélioration de la prédiction de branchement et d'une unité de décodage & d'exécution plus large, et que les nouveaux cœurs basse consommation seraient plus rapides et trois fois plus efficaces que ceux de la concurrence.
L'A17 Pro reçoit un nouveau GPU à six cœurs conçu par Apple, dont Apple indique qu'il serait 20 % plus rapide et qu'il constitue leur plus importante reconception dans l'histoire des GPU Apple, avec le ray tracing accéléré par hardware et le support de l'ombrage. Le moteur neuronal à 16 cœurs a maintenant une capacité de 35 billions d'opérations par seconde (35 TOPS). L'A17 Pro prend en charge le décodage d'AV1 et l'USB 3.2 Gen 2 (jusqu'à 10 Gb/s / 1,25 Go/s). L'A17 Pro contient 19 milliards de transistors, une augmentation de 19 % par rapport au A16 (16 milliards), et est fabriqué par TSMC avec son procédé N3B 3 nm.

## Produits utilisant l'Apple A17 Pro
- iPhone 15 Pro
- iPhone 15 Pro Max
- iPad mini (7e génération)